# Кицунэ
Кицунэ́ (яп. 狐 или きつね, МФА: [kʲi̥t͡sɨne̞]о файле) — мифическое существо-ёкай в японской мифологии и фольклоре, лисица, обладающая сверхъестественными способностями. Часто играет роль трикстера. По поверьям, живёт сотни и даже тысячи лет, а также может превращаться в других животных и человека. Происхождение персонажа обусловлено, вероятно, распространённостью лисиц в Древней Японии. Кицунэ и ныне остаются популярными персонажами современной японской культуры.

## Фольклор
В японском фольклоре эти животные обладают большими знаниями, длинной жизнью, а также магическими способностями, из которых главная — способность принимать облик человека. По преданиям, лиса учится делать это по достижении определённого возраста (обычно сто лет, хотя в некоторых легендах — пятьдесят). Кицунэ, как правило, принимают облик обольстительной красавицы, симпатичной молодой девушки, но иногда оборачиваются мужчинами. В японской мифологии произошло смешение коренных японских поверий, в которых лиса предстаёт атрибутом богини Инари (например, в легенде «Лис — весовая гиря»), и китайских, в которых лисы характеризуются как оборотни, род, близкий к демонам.
Кицунэ приписываются и другие способности: считается, что они могут вселяться в чужие тела, выдыхать или иначе создавать огонь, появляться в чужих снах, создавать сложные иллюзии, почти неотличимые от действительности. В некоторых сказаниях утверждается даже, что они способны искривлять пространство и время, сводить людей с ума, принимать такие фантастические формы, как деревья неописуемой высоты или вторая луна в небе. Изредка кицунэ приписывают повадки наподобие свойственных вампирам: они питаются жизненной или духовной силой людей, с которыми вступают в контакт. Иногда кицунэ описывают охраняющими круглый или грушевидный объект (хоси но тама, то есть «звёздный шар»); по одной из теорий, в нём кицунэ «запасают» часть своей магии после превращения. Говорится, что завладевший этим шаром может заставить лису помогать себе. Кицунэ обязаны исполнять свои обещания, иначе им придётся понести наказание в виде снижения своего ранга или уровня силы.
Кицунэ связаны как с синтоистскими, так и с буддийскими верованиями. В синто кицунэ ассоциируются с богиней Инари, покровительницей рисовых полей и предпринимательства. Изначально лисы были посланницами (цукай) этой богини, но сейчас разница между ними настолько размылась, что Инари сама иногда изображается в виде лисы. В буддизме они получили известность благодаря популярной в IX—X веках в Японии школе тайного буддизма Сингон, одна из главных богинь которого, Дакини, изображалась ездящей по небу верхом на лисе.

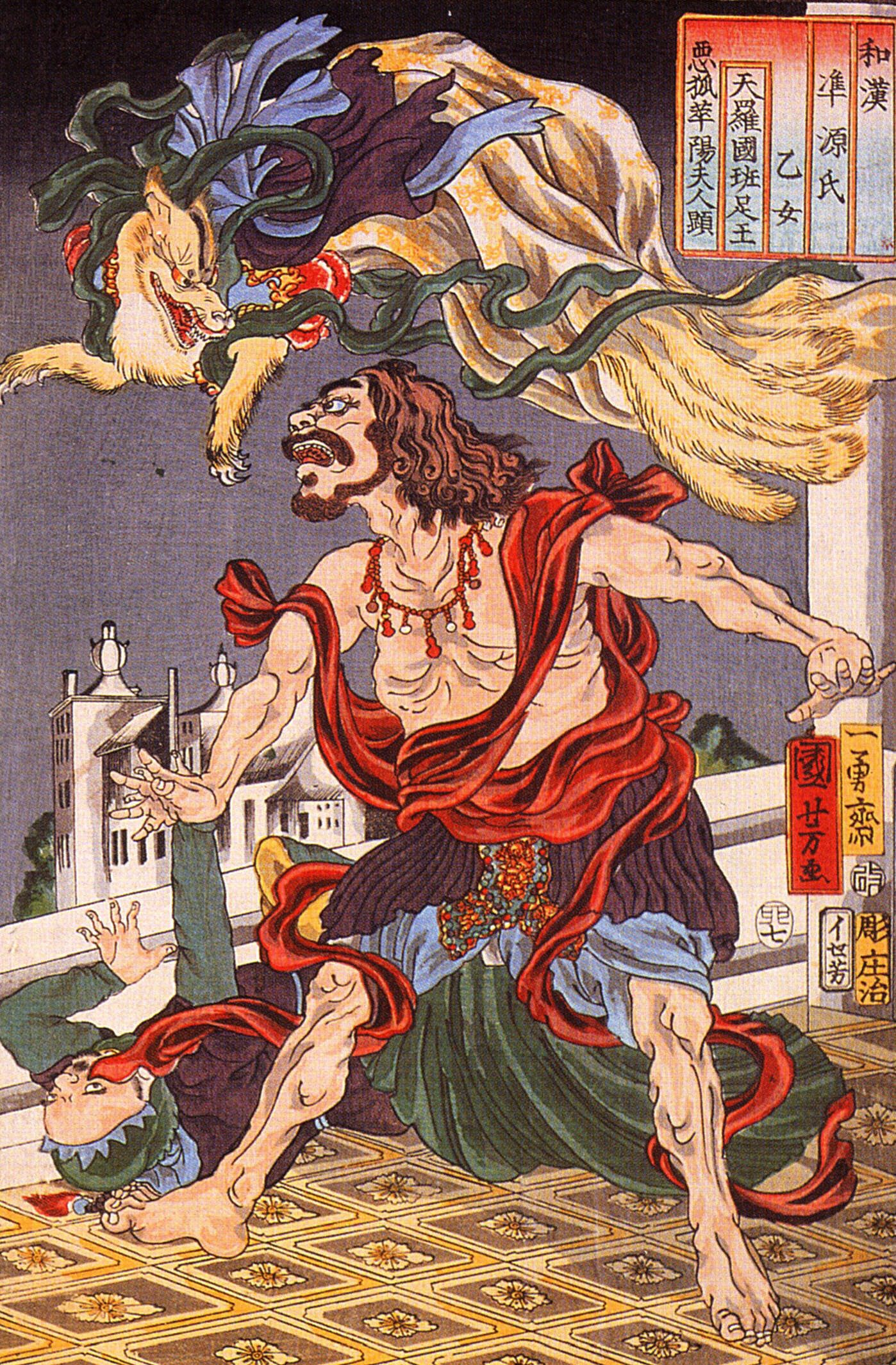
Девятихвостая лиса нападает на князя Хандзоку. Гравюра XIX в.

В фольклоре любая лисица, которая прожила достаточно долго, может стать «лисьим ду́хом». Существуют два основных вида кицунэ: мёбу, или божественная лисица, часто ассоциируемая с Инари, и ногицунэ, или дикая лисица (дословно — «полевая лисица»), часто описываемая как злая, имеющая злой умысел.
У кицунэ может быть до девяти хвостов. Считается, что чем старше и сильнее лиса, тем больше у неё хвостов. Некоторые источники утверждают даже, что кицунэ отращивает дополнительный хвост каждую сотню или тысячу лет своей жизни. Однако лисы, встречающиеся в сказках, почти всегда обладают одним, пятью или девятью хвостами.
Когда кицунэ получают девять хвостов, их мех становится серебристым, белым, или золотым. Эти кюби но кицунэ («девятихвостые лисицы») получают силу бесконечной проницательности. Похожим образом в Корее говорится, что лиса, прожившая тысячу лет, превращается в кумихо (дословно — «девятихвостая лисица»), но корейская лиса, как правило, изображается злой, в отличие от японской лисы, которая может быть как благожелательной, так и недоброжелательной. В китайском фольклоре также есть «лисьи ду́хи» (хули-цзин), во многом схожие с кицунэ, включая возможность обладания девятью хвостами.
Девятихвостые лисицы описываются как духи-хранители, помогающие юным «заблудшим» душам на их пути в текущей инкарнации. Кюби обычно остаётся ненадолго, лишь на несколько дней, но в случае привязанности к одной душе может сопровождать её годами. Это редкий тип кицунэ, награждающий счастливчиков своим присутствием и помощью. Кюби могут управлять явлениями природы, временем и уводить людей в иные миры, откуда те вскоре возвращаются глубокими стариками. Но, как правило, такие лисы редко вредят людям.
В некоторых историях кицунэ испытывают сложности с прятаньем своего хвоста в человеческом обличье (обычно лисы в таких историях имеют всего один хвост, что может быть указанием на слабость и неопытность лисы). Внимательный герой может разоблачить обернувшуюся человеком пьяную или неосторожную лису, разглядев сквозь одежду её хвост.
В японском фольклоре кицунэ часто считаются обманщицами, иногда при этом очень злыми. Кицунэ-обманщицы используют свои магические силы для шалостей: те, что показываются в благожелательном свете, стремятся выбирать своими целями слишком гордых самураев, жадных купцов и хвастливых людей, в то время как более жестокие кицунэ стремятся мучить бедных торговцев, крестьян и буддийских монахов.
Ещё кицунэ часто описывают как возлюбленных. В подобных историях обычно присутствует юный мужчина и кицунэ, принявшая вид женщины. Иногда кицунэ приписывается роль соблазнительницы, но часто подобные истории скорее романтические. В таких историях юный мужчина обычно женится на красавице (не зная, что это лиса) и придаёт большое значение её преданности. Во многих таких историях присутствует трагический элемент: они заканчиваются обнаружением лисьей сущности, после чего кицунэ должна покинуть своего мужа.
Самая старая из известных историй о жёнах-лисицах, которая даёт фольклорную этимологию слова «кицунэ», в этом смысле является исключением. Здесь лиса принимает вид женщины и выходит замуж за мужчину, после чего эти двое, проведя нескольких счастливых лет вместе, заводят нескольких детей. Её лисья сущность неожиданно открывается, когда в присутствии многих свидетелей она пугается собаки, и, чтобы спрятаться, принимает свой истинный облик. Кицунэ готовится уйти из дома, но муж останавливает её, говоря: «Теперь, когда мы были несколько лет вместе и ты дала мне нескольких детей, я не могу просто забыть тебя. Пожалуйста, пойдём и поспим». Лиса соглашается, и с тех пор возвращается к своему мужу каждую ночь в образе женщины, уходя наутро в образе лисы. После этого её стали называть кицунэ — потому что в классическом японском кицу-нэ означает «пойдём и поспим», в то время как ки-цунэ означает «всегда приходящая».
Потомству браков между людьми и кицунэ обычно приписывают особенные физические или сверхъестественные свойства. Конкретная природа этих свойств, однако, сильно меняется от одного источника к другому. Среди тех, у кого, как считалось, есть подобные экстраординарные возможности — известный оммёдзи Абэ-но Сэймэй, который был ханъё (полудемоном), сыном человека и кицунэ.

## Производные названия
Существует японское блюдо под названием кицунэ удон, разновидность супа удон, названная так потому, что, по преданиям, кицунэ питают особую нежность к жареному нарезанному тофу (абураагэ или усуагэ), содержащемуся в нём.
Дождь, падающий среди ясного неба, иногда называют кицунэ-но ёмэири, или «свадьба кицунэ».

### Комментарии
1. ↑  В современной Японии обитают два подвида лисиц: японская рыжая лисица (хондо кицунэ, обитающая на Хонсю; Vulpes vulpes japonica) и лисица Хоккайдо (кита кицунэ, обитающая на Хоккайдо; Vulpes vulpes schrencki).